# Brasilidia auleta
Brasilidia auleta är en urinsektsart som beskrevs av Andrzej Szeptycki och José Camilo Bedano 2003. Brasilidia auleta ingår i släktet Brasilidia och familjen lönntrevfotingar. Inga underarter finns listade.